# 첩호 작전
첩호 작전(捷号作戦)은 태평양 전쟁 중 일본이 입안한 작전 계획 중 하나이다.

## 개요
필리핀 해전에서 승리를 거둔 미군은 1944년 7월 9일에 사이판을 점령하고 절대국방권을 돌파하여 그 안쪽에 대해 다음 공세의 움직임을 보이고 있었다. 일본 본토와 인도네시아 주변의 자원 지대 사이의 거점이 점령되는 것은 본토에 자원을 보내는 항로의 정지를 의미하며, 이것은 군은 물론 일본 국가 경제의 파탄으로 이어질 것이었다. 이외에 해군에게 함선을 운용하려면 대량의 중유를 필요로 하기 때문에 잔존하는 함선이 모든 운항 불능이 될 수도 있었다. 따라서 연합함대의 잔존 전력 즉, 육해군의 항공 병력, 그리고 육군의 지상 병력을 투입해 내습하는 미군을 맞아 싸우는 것을 골자로 하는 육해군 이후 작전지도 대강을 7월 24일에 재가하였다. 전술의 흐름은 육지 기지의 항공 병력에 의해 적의 함대를 감소시키고, 이어 첫 기동 함대로 미 기동 부대를 견제하고, 그 사이에 전함을 주력으로 하는 수상 함대를 공격해 올 지점에 돌격시켜 함포 사격으로 호송 및 상륙군에 타격을 주고, 육군이 이를 섬멸하는 일대 작전이며, 육해군의 완벽한 일치협력을 전제로 했다.
7월 26일, 육해군 전략의 은닉 이름은 ‘첩호작전’으로 명명되었다. 명칭은 ‘첩’(捷)자가 전투에서 승리라는 의미를 가진데서 유래한다. 그렇지만 벌어지고 있는 전력차에 남방의 거의 모든 병력을 투입하며 소중한 항공모함을 미끼로 사용하는 이 전략은 필승을 전제로 한 작전이었다.
첩호 전략은 예상 결전 방면 따라 다음 네 가지로 구분되었다.
- 첩1호 작전 - 필리핀 방면
- 첩2호 작전 - 규슈 남부, 류큐 제도 및 중화민국 방면
- 첩3호 작전 - 혼슈, 시코쿠, 규슈 방면과 오가사와라 제도 방면
- 첩4호 작전 - 홋카이도 방면

## 같이 보기
- 레이테 만 전투
- 덴고 작전
- 결호 작전